# Ga văn phòng Bupyeong-gu
Ga Văn phòng Bupyeong-gu (Tiếng Hàn: 부평구청역, Hanja: 富平區廳驛) là ga tàu điện ngầm và ga trung chuyển cho Tàu điện ngầm Incheon tuyến 1 và Tàu điện ngầm Seoul tuyến 7 đi qua Bupyeong-dong, Cheongcheon-dong và Galsan-dong, Bupyeong-gu, Incheon.

## Lịch sử
- 6 tháng 10 năm 1999: Việc kinh doanh bắt đầu với việc mở Ga Dongmak ~ Ga Bakchon của tuyến Tàu điện ngầm Incheon tuyến 1
- 27 tháng 10 năm 2012: Với việc mở thêm Ga văn phòng Bupyeong-gu ~ Ga Onsu của Tàu điện ngầm Seoul tuyến 7, nó sẽ trở thành ga trung chuyển là ga cuối cùng.
- 30 tháng 10 năm 2014: Việc xây dựng bắt đầu giữa Ga văn phòng Bupyeong-gu ~ Ga Seongnam trên Tàu điện ngầm Seoul tuyến 7
- 22 tháng 5 năm 2021: Chuyển đổi thành ga trung gian với việc mở đoạn mở rộng giữa Ga văn phòng Bupyeong-gu ~ Ga Seongnam trên Tàu điện ngầm Seoul tuyến 7
- 1 tháng 1 năm 2022:  Chuyển giao quyền điều hành cho Tổng công ty Vận tải Incheon

## Bố trí ga

### Incheon tuyến 1 (B2F)
| Galsan ↑       |
| \| N/B         |
| ↓ Chợ Bupyeong |

| Hướng Bắc | ● Incheon tuyến 1 | ← Hướng đi Đại học Giáo dục Quốc gia Gyeongin · Gyesan · Imhak · Bakchon · Gyeyang                                 |
| Hướng Nam | ● Incheon tuyến 1 | → Hướng đi Bupyeong · Tòa thị chính Incheon · Bến xe buýt Incheon · Woninjae · Công viên lễ hội ánh trăng Songdo → |

### Tuyến số 7 (B3F)
| Gulpocheon ↑ |
| \| N/B       |
| ↓ Sangok     |

| Hướng Bắc | ● Tuyến 7 | ← Hướng đi Onsu · Xe buýt tốc hành · Gunja · Jangam |
| Hướng Nam | ● Tuyến 7 | → Hướng đi Sangok · Seongnam →                      |

## Xung quanh nhà ga
| Lối ra \| 나가는 곳 \| Exit \| 出口 | Lối ra \| 나가는 곳 \| Exit \| 出口 |
| ----------------------------------- | --- |
| 1                                   | Hải quan Bupyeong Trường trung học kỹ thuật Bupyeong |
| 2                                   | Trung tâm văn hóa phụ nữ Incheon |
| 3                                   | Trung tâm văn hóa phụ nữ Incheon Trung tâm phúc lợi hành chính Galsan 2-dong Trường trung học cơ sở Galsan Trường tiểu học Incheon Galsan Trường tiểu học Incheon Galwol Gulpocheon |
| 4                                   | Văn phòng Bupyeong-gu Công viên Shintree Thư viện thông tin Bupyeong Trường tiểu học Gaeheung                                                                                       |
| 5                                   | Văn phòng Bupyeong-gu Hội đồng Bupyeong-gu |
| 6                                   | Trường tiểu học Buwon Trường trung học nữ sinh Bupyeong Bệnh viện Bupyeong Serim Bưu điện Bupyeong                                                                                  |
| 7                                   | Trường tiểu học Majang Trung tâm phúc lợi hành chính Sangok 2-dong |
| 8                                   | Văn phòng cảnh sát Bupyeong Văn phòng thuế Bupyeong |
| 9                                   | Cổng chính GM Hàn Quốc chi nhánh Bupyeong |

## Hình ảnh

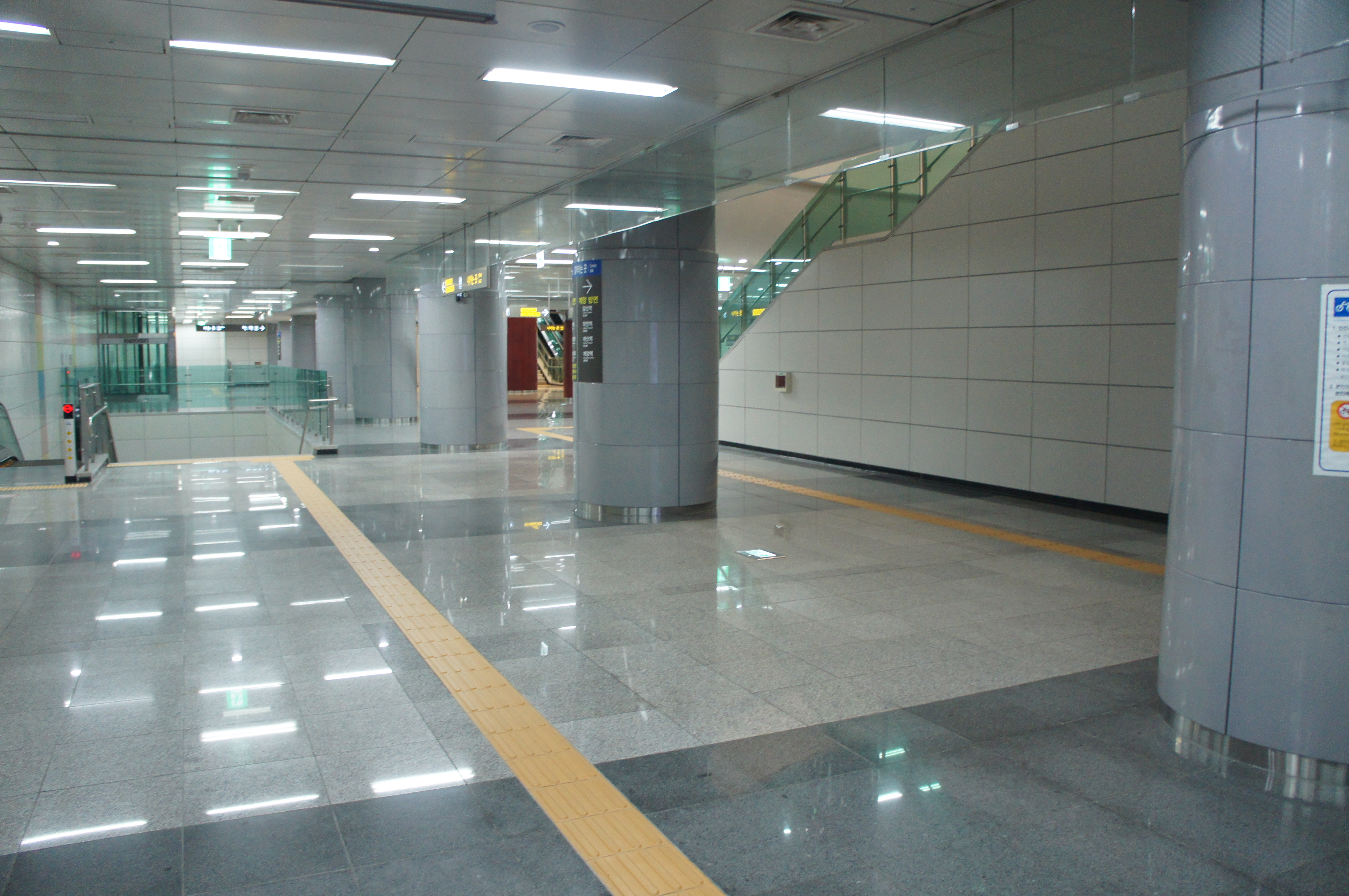
Lối đi chuyển tuyến
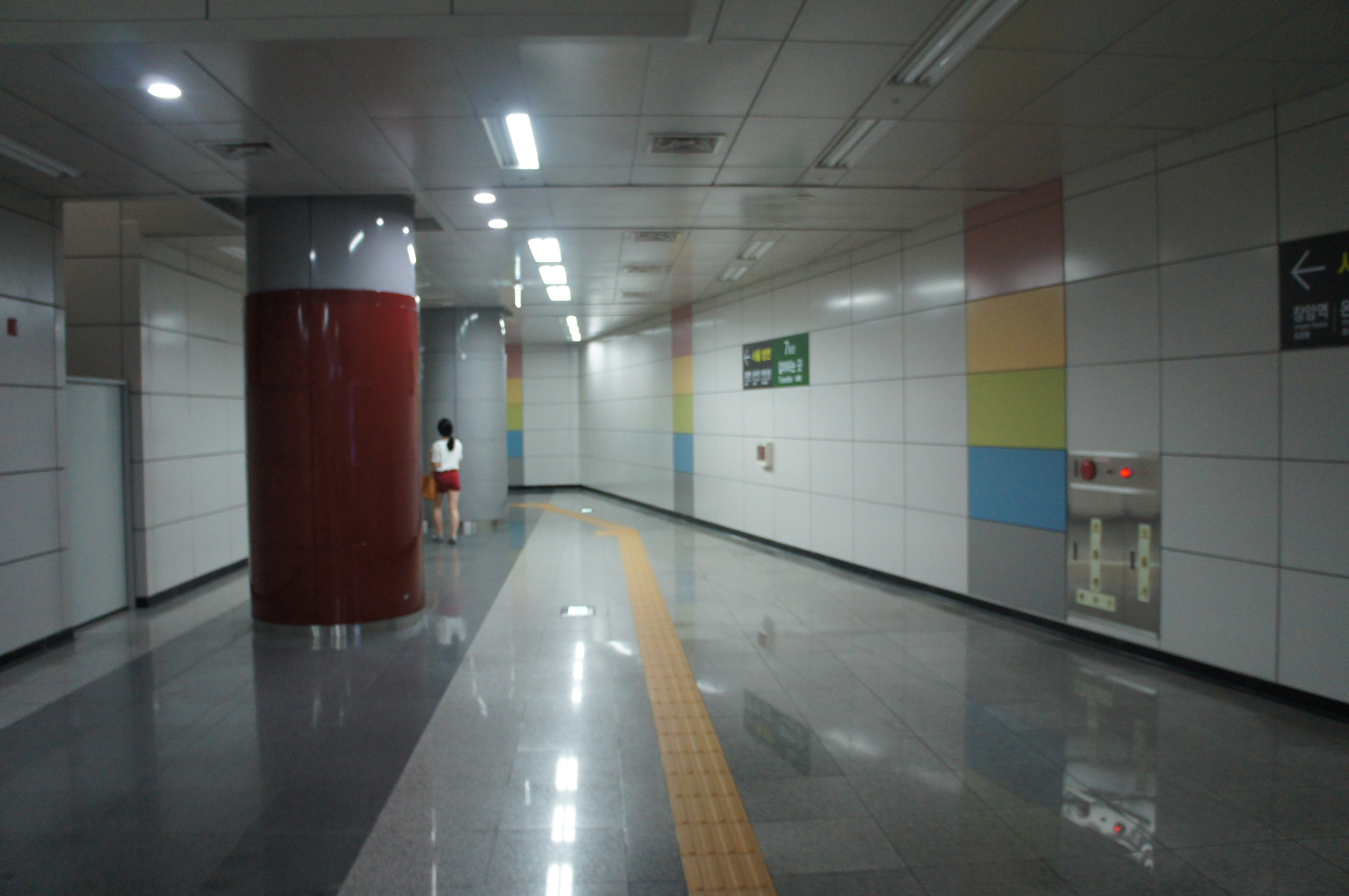
Lối đi chuyển tuyến
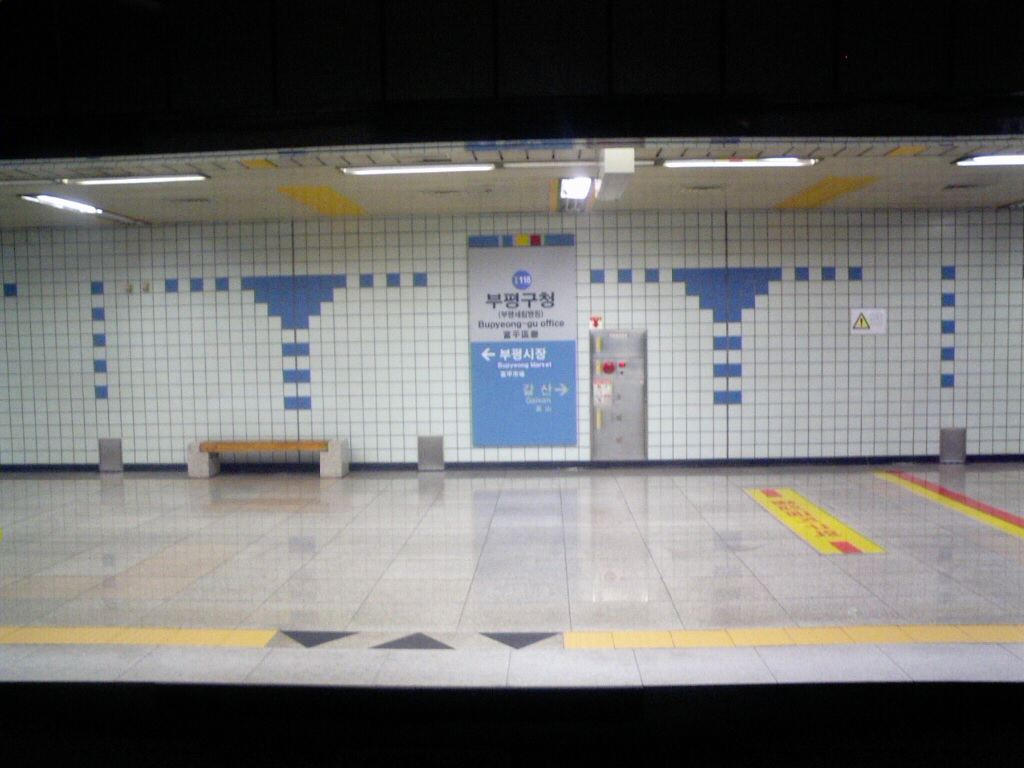
Sân ga Incheon tuyến 1 hướng đi Công viên lễ hội ánh trăng Songdo (Trước khi lắp đặt cửa chắn và thay biển tên ga)